# 栗東市立治田西小学校
栗東市立治田西小学校（りっとうしりつ はるたにししょうがっこう）は、滋賀県栗東市小柿1丁目にある市立の小学校。

## 所在地
- 滋賀県栗東市小柿1丁目5−21

## 沿革
- 1975年（昭和50年） - 治田小学校より分離し、栗東町立治田西小学校開校[1]。
- 2001年（平成13年）10月1日 - 市制施行により栗東市立治田西小学校と改称。

## 通学区域
- 下鈎甲、下鈎乙、湖南平、北浦団地、下鈎糠田井、小柿一区、小柿二区、小柿三区、日の出町、中沢、中沢団地、中沢グローバル[2]

## 主な進学先
- 栗東市立栗東西中学校

## 著名な出身者
- 橋内竜真（元サッカー選手）
- 山田陽翔（プロ野球選手）